# Paul s'en va
Pour plus de détails, voir Fiche technique et Distribution.
Paul s'en va est un film franco-suisse réalisé par Alain Tanner et sorti en 2004.

## Fiche technique
- Titre : Paul s'en va
- Réalisation : Alain Tanner
- Scénario : Alain Tanner et Bernard Comment
- Photographie : Denis Jutzeler
- Costumes : Carole Favre
- Son : Christophe Giovannoni
- Musique : Michel Wintsch
- Montage : Max Karli
- Producteur : Paulo Branco
- Production : Filmograph (Genève) - Télévision suisse romande - CAB Productions (Lausanne) - Gemini Films (Paris)
- Pays d'origine :  Suisse -  France
- Durée : 85 minutes
- Date de sortie : France - 28 janvier 2004

## Distribution
- Madeleine Piguet : Madeleine
- Julien Tsongas : Marco
- Lucie Zelger : Margot
- Pauline Le Comte : Marie
- Julia Batinova : Marina
- Nathalie Dubey : Marion
- Guillaume Prin : Mathias
- Anna Pieri